# Lopinavir/ritonavir
L'association lopinavir/ritonavir (LPV/r), distribuée principalement sous les marques Aluvia et Kaletra, est une combinaison fixe d'un inhibiteur de protéase, le lopinavir, avec une faible dose de ritonavir, utilisée contre le virus de l'immunodéficience humaine (VIH). Dans ce dosage, le ritonavir, qui est également un antirétroviral, agit davantage comme inhibiteur de cytochrome P450 3A (CYP3A (en)) afin d'accroître la concentration sérique en lopinavir.
Cette association est souvent utilisée avec d'autres antirétroviraux, sous forme de comprimés, de gélules ou de solutions buvables. Elle présente une série d'effets indésirables, certains relativement bénins, tels que diarrhées, vomissements, fatigue, céphalées et myalgies, mais d'autres plus graves, notamment pancréatite, troubles hépatiques et hyperglycémie.
La combinaison lopinavir/ritonavir est également étudiée du point de ses effets sur les coronavirus à la suite de l'épidémie de SRAS qui a sévi en Asie de l'Est et du Sud-Est au début des années 2000, puis lors de celle de maladie à coronavirus 2019.